# إم بي إي جي-4 بارت 14

إم بي إي جي-4 بارت 14 (بالإنجليزية: MPEG-4 Part 14)‏ أو (MP4) المعروف أيضا باسم ISO / IEC 14496-14، هو جزء من معيار إم بي إي جي - 4 يحدد شكل حاوية لتغليف نوع بيانات الوسائط المتعددة (الصوت أو الفيديو بشكل رئيسي). تمديدات اسم الملف المرتبطة عادة بهذا الشكل "MP4." (ومن هنا جاء اسم "MP4").
تمديد اسم الملف "M4A."، وإن لم يكن المحدد في المعيار، كما يستخدم عادة لأنواع الملفات التي تحتوي على محتوى الصوت فقط. المقابلة هي صيغ الصوت AAC (متقدم الترميز الصوت) أو ALAC (أبل بلا خسائر أغنية الترميز ALAC).

## تاريخ
وصف صيغة MP4، في البداية كانت مستوحاة من قبل تنسيق ملف كويك تايم المحددة (كما تم تحديده في عام 2001)
ودمجها في التحديث في «الجزء 1» MPEG-4 الصادر في عام 2001 (الاسم الدقيق هو ISO / IEC 14496-1:2001).
في عام 2003، تم دمج مواصفات محدثة في «الجزء 14» (الذي هو ISO / IEC 14496-14:2003 الاسم الدقيق).
وتستخدم أسماء «MPEG-4 تنسيق الملف الإصدار 1» و«تنسيق ملف MPEG-4 الإصدار 2» أحيانا للتمييز بين هذه الإصدارات اثنين من المواصفات.

## إستعمالات
شاع استعمال الأم بي 4 في الأجهزة القادمة من الصين وهو في الغالب ما يخلط بينه وبين الأم بي 3 للظن أنه من عوض الصيغة القديمة لكن في الحقيقة هو صيغة فيديو وليس صيغة صوتية والصيغة الصوتية للأم بي 4 هي أم 4 أي.